# Llista de topònims de les Preses
Llista de topònims (noms propis de lloc) del municipi de les Preses, a la Garrotxa
Informació actualitzada per un bot. Els canvis manuals es perdran quan s'actualitzi!

## entitat singular de població
| imatge | Nom                  | Ubicat a   | instància de                                                                   | Detalls | coordenades                                                                  | Protecció | Commons (més fotos) | Dades a WD                    |
| ------ | -------------------- | ---------- | ------------------------------------------------------------------------------ | ------- | ---------------------------------------------------------------------------- | --------- | ------------------- | ----------------------------- |
|        | Bellaire             | les Preses | entitat singular de població                                                   | 39 hab  | 42° 08′ 26″ N, 2° 27′ 29″ E / 42.1404585°N,2.45793011°E 464 msnm             |           |                     | Modifica les dades a Wikidata |
|        | Bosc de Tosca        | les Preses | entitat singular de població                                                   | 472 hab | 42° 09′ 38″ N, 2° 28′ 10″ E / 42.1606455372156°N,2.46939267327445°E 467 msnm |           |                     | Modifica les dades a Wikidata |
|        | Pladevall            | les Preses | entitat singular de població                                                   | 443 hab | 42° 08′ 56″ N, 2° 27′ 42″ E / 42.14887048°N,2.46174353°E 461 msnm            |           |                     | Modifica les dades a Wikidata |
|        | Pocafarina           | les Preses | entitat singular de població                                                   | 44 hab  | 42° 09′ 24″ N, 2° 28′ 22″ E / 42.1567523760161°N,2.47277812304458°E 483 msnm |           |                     | Modifica les dades a Wikidata |
|        | Sant Miquel del Corb | les Preses | entitat singular de població                                                   | 57 hab  | 42° 08′ 43″ N, 2° 28′ 47″ E / 42.14530522°N,2.47960053°E 624 msnm            |           |                     | Modifica les dades a Wikidata |
|        | la Boada             | les Preses | entitat singular de població                                                   | 32 hab  | 42° 08′ 42″ N, 2° 27′ 42″ E / 42.14487171°N,2.46176525°E 575 msnm            |           |                     | Modifica les dades a Wikidata |
|        | les Preses           | les Preses | entitat singular de població ens local històric de Catalunya capital municipal | 837 hab | 42° 08′ 42″ N, 2° 27′ 37″ E / 42.14508°N,2.46025°E 465 msnm                  |           |                     | Modifica les dades a Wikidata |

## església
| imatge | Nom                                 | Ubicat a   | instància de     | Detalls                                               | coordenades                                                           | Protecció                                  | Commons (més fotos)                 | Dades a WD                    |
| ------ | ----------------------------------- | ---------- | ---------------- | ----------------------------------------------------- | --------------------------------------------------------------------- | ------------------------------------------ | ----------------------------------- | ----------------------------- |
|        | Sant Martí del Corb                 | les Preses | església capella | Estil: arquitectura romànica                          | 42° 08′ 29″ N, 2° 29′ 25″ E / 42.1414°N,2.49023°E                     | bé integrant del patrimoni cultural català | Sant Martí del Corb                 | Modifica les dades a Wikidata |
|        | Sant Miquel del Corb                | les Preses | església capella | Estil: arquitectura romànica                          | 42° 08′ 59″ N, 2° 29′ 01″ E / 42.14972222222222°N,2.483611111111111°E | bé integrant del patrimoni cultural català | Sant Miquel del Corb                | Modifica les dades a Wikidata |
|        | església de Sant Pere de les Preses | les Preses | església         | Arquitecte: Andreu Bosch i Riba Rafael Masó i Valentí | 42° 08′ 28″ N, 2° 27′ 40″ E / 42.141079°N,2.461067°E 472 msnm         |                                            | Església de Sant Pere de les Preses | Modifica les dades a Wikidata |

## masia
| imatge | Nom                    | Ubicat a   | instància de     | Detalls                                   | coordenades                                                                      | Protecció                                            | Commons (més fotos)        | Dades a WD                    |
| ------ | ---------------------- | ---------- | ---------------- | ----------------------------------------- | -------------------------------------------------------------------------------- | ---------------------------------------------------- | -------------------------- | ----------------------------- |
|        | Bullidura              | les Preses | masia            |                                           | 42° 08′ 02″ N, 2° 27′ 20″ E / 42.1338858125777°N,2.45556791743622°E              |                                                      |                            | Modifica les dades a Wikidata |
|        | Ca l'Adroher           | les Preses | masia            | Estil: arquitectura popular               | 42° 08′ 52″ N, 2° 28′ 53″ E / 42.147814°N,2.481505°E                             | bé integrant del patrimoni cultural català           |                            | Modifica les dades a Wikidata |
|        | Ca n'Iglésies          | les Preses | masia            |                                           | 42° 09′ 27″ N, 2° 27′ 30″ E / 42.1573959574159°N,2.45819890624539°E              |                                                      |                            | Modifica les dades a Wikidata |
|        | Cal Bord               | les Preses | masia            |                                           | 42° 08′ 23″ N, 2° 27′ 42″ E / 42.1397778679693°N,2.46168905354509°E              |                                                      |                            | Modifica les dades a Wikidata |
|        | Cal Límpio             | les Preses | masia            |                                           | 42° 09′ 28″ N, 2° 27′ 56″ E / 42.1578453723198°N,2.46568783980702°E              |                                                      |                            | Modifica les dades a Wikidata |
|        | Cal Macó               | les Preses | masia            |                                           | 42° 08′ 17″ N, 2° 27′ 20″ E / 42.1381098204543°N,2.45556803936302°E              |                                                      |                            | Modifica les dades a Wikidata |
|        | Cal Mingo              | les Preses | masia            |                                           | 42° 08′ 04″ N, 2° 27′ 18″ E / 42.1345230594209°N,2.45510265245233°E              |                                                      |                            | Modifica les dades a Wikidata |
|        | Can Cargol             | les Preses | masia            |                                           | 42° 09′ 36″ N, 2° 28′ 04″ E / 42.1598809562628°N,2.46765593810743°E              |                                                      |                            | Modifica les dades a Wikidata |
|        | Can Casals             | les Preses | masia            |                                           | 42° 09′ 33″ N, 2° 28′ 03″ E / 42.1590971510772°N,2.46760198352099°E              |                                                      |                            | Modifica les dades a Wikidata |
|        | Can Deri               | les Preses | masia            |                                           | 42° 08′ 20″ N, 2° 27′ 22″ E / 42.1389228320601°N,2.45608141921116°E              |                                                      |                            | Modifica les dades a Wikidata |
|        | Can Janot              | les Preses | masia            |                                           | 42° 09′ 31″ N, 2° 28′ 04″ E / 42.1586480850982°N,2.46787205315006°E              |                                                      |                            | Modifica les dades a Wikidata |
|        | Can Massot             | les Preses | masia            |                                           | 42° 09′ 40″ N, 2° 28′ 12″ E / 42.1611529519312°N,2.47005422332181°E              |                                                      |                            | Modifica les dades a Wikidata |
|        | Can Quei               | les Preses | masia            |                                           | 42° 08′ 08″ N, 2° 27′ 26″ E / 42.135514697943°N,2.45719961746294°E               |                                                      |                            | Modifica les dades a Wikidata |
|        | Can Talaia             | les Preses | masia            |                                           | 42° 08′ 25″ N, 2° 28′ 03″ E / 42.1402017439696°N,2.46760298493469°E              |                                                      |                            | Modifica les dades a Wikidata |
|        | Can Veterinari         | les Preses | masia            |                                           | 42° 08′ 32″ N, 2° 27′ 27″ E / 42.1421002909481°N,2.4576032331048°E               |                                                      |                            | Modifica les dades a Wikidata |
|        | Can Xon                | les Preses | masia            |                                           | 42° 09′ 26″ N, 2° 27′ 58″ E / 42.1571634495816°N,2.46623827897648°E              |                                                      |                            | Modifica les dades a Wikidata |
|        | Casa Aranda            | les Preses | masia            |                                           | 42° 09′ 37″ N, 2° 28′ 05″ E / 42.1603056993771°N,2.46796711050154°E              |                                                      |                            | Modifica les dades a Wikidata |
|        | Casa Mercer            | les Preses | masia            |                                           | 42° 09′ 43″ N, 2° 28′ 13″ E / 42.1618380249979°N,2.47018166585452°E              |                                                      |                            | Modifica les dades a Wikidata |
|        | Casa Nova de Canaderes | les Preses | masia            |                                           | 42° 09′ 55″ N, 2° 27′ 47″ E / 42.1653620265805°N,2.4629733659033°E               |                                                      |                            | Modifica les dades a Wikidata |
|        | Masia Codella          | les Preses | masia            | Estil: arquitectura popular               | 42° 09′ 38″ N, 2° 27′ 33″ E / 42.160526°N,2.459048°E                             | bé integrant del patrimoni cultural català           | Masia Codella (les Preses) | Modifica les dades a Wikidata |
|        | Matabosc               | les Preses | masia            |                                           | 42° 09′ 32″ N, 2° 27′ 45″ E / 42.1588572457622°N,2.46250786302214°E              |                                                      |                            | Modifica les dades a Wikidata |
|        | Mitjans                | les Preses | masia            |                                           | 42° 09′ 00″ N, 2° 28′ 48″ E / 42.1499766128183°N,2.48002361796248°E              |                                                      |                            | Modifica les dades a Wikidata |
|        | el Bellot              | les Preses | masia            | Estil: arquitectura popular               | 42° 08′ 19″ N, 2° 27′ 47″ E / 42.138602°N,2.463096°E                             | bé integrant del patrimoni cultural català           |                            | Modifica les dades a Wikidata |
|        | el Camps               | les Preses | masia            | Estil: arquitectura popular 16th century  | 42° 08′ 32″ N, 2° 29′ 30″ E / 42.142263°N,2.491764°E ca:Veïnat del Corb 533 msnm | bé integrant del patrimoni cultural català           | El Camps (les Preses)      | Modifica les dades a Wikidata |
|        | el Colomer             | les Preses | masia            | Estil: arquitectura popular               | 42° 08′ 37″ N, 2° 29′ 14″ E / 42.1437°N,2.48718°E                                | bé integrant del patrimoni cultural català           |                            | Modifica les dades a Wikidata |
|        | el Cros                | les Preses | masia            | Estil: arquitectura popular               | 42° 08′ 11″ N, 2° 27′ 28″ E / 42.136252°N,2.457729°E                             | bé integrant del patrimoni cultural català           |                            | Modifica les dades a Wikidata |
|        | el Curós Vell          | les Preses | masia            |                                           | 42° 08′ 30″ N, 2° 29′ 12″ E / 42.1417200770947°N,2.4865413127259°E               |                                                      |                            | Modifica les dades a Wikidata |
|        | el Ferragut            | les Preses | masia            | Estil: arquitectura popular               | 42° 08′ 37″ N, 2° 27′ 58″ E / 42.143515°N,2.466151°E                             | bé integrant del patrimoni cultural català           |                            | Modifica les dades a Wikidata |
|        | el Ferrers             | les Preses | masia            | Estil: arquitectura popular               | 42° 09′ 00″ N, 2° 28′ 38″ E / 42.149924°N,2.477106°E                             | bé integrant del patrimoni cultural català           |                            | Modifica les dades a Wikidata |
|        | el Pinell              | les Preses | masia            |                                           | 42° 08′ 27″ N, 2° 27′ 51″ E / 42.1408881049574°N,2.46413623408172°E              |                                                      |                            | Modifica les dades a Wikidata |
|        | el Pujol               | les Preses | masia            |                                           | 42° 08′ 28″ N, 2° 27′ 55″ E / 42.1411724302759°N,2.46523506918744°E              |                                                      |                            | Modifica les dades a Wikidata |
|        | el Racó                | les Preses | masia            |                                           | 42° 08′ 55″ N, 2° 28′ 27″ E / 42.1484814854685°N,2.47408125174353°E              |                                                      |                            | Modifica les dades a Wikidata |
|        | el Soler               | les Preses | masia            | Estil: arquitectura popular               | 42° 08′ 52″ N, 2° 28′ 38″ E / 42.1478°N,2.47711°E                                | bé integrant del patrimoni cultural català           |                            | Modifica les dades a Wikidata |
|        | l'Antiga               | les Preses | masia            | Estil: arquitectura popular 19th century  | 42° 08′ 27″ N, 2° 29′ 18″ E / 42.140721°N,2.488291°E ca:Veïnat del Corb 568 msnm | bé cultural d'interès local                          |                            | Modifica les dades a Wikidata |
|        | l'Avellana             | les Preses | masia            | Estil: arquitectura popular               | 42° 09′ 03″ N, 2° 28′ 10″ E / 42.150956°N,2.469468°E                             | bé integrant del patrimoni cultural català           |                            | Modifica les dades a Wikidata |
|        | la Bertrana            | les Preses | masia            | Estil: arquitectura popular               | 42° 08′ 29″ N, 2° 27′ 39″ E / 42.141459°N,2.460841°E                             | bé integrant del patrimoni cultural català           | La Bertrana (les Preses)   | Modifica les dades a Wikidata |
|        | la Boada               | les Preses | masia            | Estil: arquitectura popular               | 42° 08′ 39″ N, 2° 27′ 45″ E / 42.144048°N,2.462505°E                             | bé integrant del patrimoni cultural català           |                            | Modifica les dades a Wikidata |
|        | la Canova              | les Preses | masia            | Estil: arquitectura popular               | 42° 08′ 50″ N, 2° 29′ 06″ E / 42.1473°N,2.48488°E                                | bé integrant del patrimoni cultural català           |                            | Modifica les dades a Wikidata |
|        | la Casanova            | les Preses | masia            |                                           | 42° 08′ 51″ N, 2° 29′ 38″ E / 42.1475707530159°N,2.49386456702557°E              |                                                      |                            | Modifica les dades a Wikidata |
|        | la Fageda              | les Preses | masia            | Estil: arquitectura popular Estat: ruïnós | 42° 08′ 52″ N, 2° 28′ 07″ E / 42.147832°N,2.468693°E 484 msnm                    | bé integrant del patrimoni cultural català           | La Fageda (les Preses)     | Modifica les dades a Wikidata |
|        | la Ginebreda           | les Preses | masia            |                                           | 42° 09′ 04″ N, 2° 29′ 06″ E / 42.1510891626715°N,2.48507371180133°E              |                                                      |                            | Modifica les dades a Wikidata |
|        | la Massota             | les Preses | masia            |                                           | 42° 09′ 22″ N, 2° 27′ 58″ E / 42.1562079656741°N,2.46606474345565°E              |                                                      |                            | Modifica les dades a Wikidata |
|        | la Mata                | les Preses | masia            | Estil: arquitectura popular               | 42° 08′ 28″ N, 2° 27′ 39″ E / 42.1412°N,2.46075°E                                | bé integrant del patrimoni cultural català           | La Mata (les Preses)       | Modifica les dades a Wikidata |
|        | la Quintana            | les Preses | masia            | Estil: arquitectura popular               | 42° 08′ 50″ N, 2° 29′ 19″ E / 42.147331°N,2.488497°E                             | bé integrant del patrimoni cultural català           |                            | Modifica les dades a Wikidata |
|        | la Torre               | les Preses | masia casa forta | Estil: arquitectura popular 12nd century  | 42° 08′ 24″ N, 2° 27′ 55″ E / 42.1401°N,2.46537°E ca:Veïnat de la Boada          | bé d'interès cultural bé cultural d'interès nacional |                            | Modifica les dades a Wikidata |
|        | les Arenes             | les Preses | masia            |                                           | 42° 09′ 04″ N, 2° 29′ 08″ E / 42.1512442747056°N,2.48552027958064°E              |                                                      |                            | Modifica les dades a Wikidata |
|        | les Llongaines         | les Preses | masia            |                                           | 42° 09′ 13″ N, 2° 28′ 49″ E / 42.1535986380564°N,2.4803449818658°E               |                                                      |                            | Modifica les dades a Wikidata |
|        | les Mates              | les Preses | masia            |                                           | 42° 09′ 06″ N, 2° 29′ 02″ E / 42.1517597235688°N,2.48397896371348°E              |                                                      |                            | Modifica les dades a Wikidata |
|        | les Tretes             | les Preses | masia            |                                           | 42° 09′ 18″ N, 2° 28′ 17″ E / 42.1548635417861°N,2.4713655207831°E               |                                                      |                            | Modifica les dades a Wikidata |
|        | les Voltes             | les Preses | masia            |                                           | 42° 09′ 37″ N, 2° 27′ 43″ E / 42.1604125635099°N,2.46191365429824°E              |                                                      |                            | Modifica les dades a Wikidata |

## muntanya
| imatge | Nom          | Ubicat a                                     | instància de | Detalls | coordenades                                                         | Protecció | Commons (més fotos) | Dades a WD                    |
| ------ | ------------ | -------------------------------------------- | ------------ | ------- | ------------------------------------------------------------------- | --------- | ------------------- | ----------------------------- |
|        | Puig Bronzer | les Preses                                   | muntanya     |         | 42° 08′ 13″ N, 2° 28′ 56″ E / 42.137°N,2.48211°E 923.7 msnm         |           |                     | Modifica les dades a Wikidata |
|        | Puig Rodó    | les Preses                                   | muntanya     |         | 42° 08′ 18″ N, 2° 28′ 47″ E / 42.13840556°N,2.47982778°E 933.8 msnm |           |                     | Modifica les dades a Wikidata |
|        | Roca Bellera | la Vall d'en Bas les Preses                  | muntanya     |         | 42° 07′ 50″ N, 2° 27′ 55″ E / 42.130622°N,2.465333°E 821 msnm       |           |                     | Modifica les dades a Wikidata |
|        | Roca Lladre  | les Preses Sant Feliu de Pallerols Santa Pau | muntanya     |         | 42° 08′ 11″ N, 2° 29′ 53″ E / 42.136518°N,2.49813°E 907 msnm        |           |                     | Modifica les dades a Wikidata |

## Misc
| imatge | Nom                                | Ubicat a                                | instància de                                   | Detalls                                                                                           | coordenades                                                                                              | Protecció                                  | Commons (més fotos)                   | Dades a WD                    |
| ------ | ---------------------------------- | --------------------------------------- | ---------------------------------------------- | ------------------------------------------------------------------------------------------------- | --- | ------------------------------------------ | ------------------------------------- | ----------------------------- |
|        | Benefici de Sant Segimon           | les Preses                              | edifici                                        | Estil: arquitectura popular 17th century                                                          | 42° 08′ 27″ N, 2° 27′ 40″ E / 42.14073°N,2.460974°E ca:C. Sant Pere, 1 472 msnm                          | bé integrant del patrimoni cultural català | Benefici de Sant Segimon (les Preses) | Modifica les dades a Wikidata |
|        | Fluvià                             | Comarques gironines província de Girona | curs d'aigua                                   | Desemboca: mar Mediterrània Llarg: 70km Conca: 973.8km²                                           | 42° 05′ 36″ N, 2° 27′ 33″ E / 42.0934°N,2.4591°E 42° 12′ 07″ N, 3° 06′ 38″ E / 42.2019°N,3.1106°E 2 msnm |                                            | Fluvià                                | Modifica les dades a Wikidata |
|        | Forat del Corb                     | les Preses                              | cova                                           |                                                                                                   | 42° 08′ 31″ N, 2° 28′ 45″ E / 42.1420381522973°N,2.47918095505103°E                                      |                                            |                                       | Modifica les dades a Wikidata |
|        | Granja Salavedra                   | les Preses                              | granja                                         |                                                                                                   | 42° 09′ 38″ N, 2° 27′ 56″ E / 42.1606642579815°N,2.4656641243707°E                                       |                                            |                                       | Modifica les dades a Wikidata |
|        | Parc de Pedra Tosca                | les Preses                              | reserva natural                                | Superfície: 2.5ha                                                                                 | 42° 09′ 50″ N, 2° 27′ 40″ E / 42.163985°N,2.460975°E                                                     |                                            | Parc de Pedra Tosca                   | Modifica les dades a Wikidata |
|        | Parc de la Pedra Tosca             | les Preses                              | parc jardí                                     | Arquitecte: RCR Arquitectes Carme Pigem Barceló Rafael Aranda i Quiles Ramón Vilalta I Pujol 2004 | 42° 09′ 44″ N, 2° 27′ 49″ E / 42.162248°N,2.463553°E Parc natural de la Zona Volcànica de la Garrotxa    |                                            | Vora Tosca                            | Modifica les dades a Wikidata |
|        | Polígon industrial Pladavall       | les Preses                              | polígon industrial                             |                                                                                                   | 42° 09′ 09″ N, 2° 27′ 56″ E / 42.152378146675°N,2.4656127902389°E                                        |                                            |                                       | Modifica les dades a Wikidata |
|        | Reserva Natural del Volcà del Racó | les Preses                              | àrea protegida Reserva Natural Parcial         | 1982 Superfície: 35.15835ha                                                                       | |                                            |                                       | Modifica les dades a Wikidata |
|        | Roca Lladra                        | les Preses                              | vèrtex geodèsic                                | Alt: 1.2m                                                                                         | 42° 08′ 11″ N, 2° 29′ 53″ E / 42.13652°N,2.498162°E 907.712 msnm                                         |                                            |                                       | Modifica les dades a Wikidata |
|        | Torre de Murrià                    | les Preses                              | torre de sentinella torre de telegrafia òptica |                                                                                                   | 42° 07′ 50″ N, 2° 27′ 55″ E / 42.1306°N,2.4652694444444445°E                                             |                                            |                                       | Modifica les dades a Wikidata |
|        | Volcà del Racó                     | les Preses                              | volcà extint                                   |                                                                                                   | 42° 08′ 56″ N, 2° 28′ 24″ E / 42.14896°N,2.47334°E Zona Volcànica de la Garrotxa 603 msnm                |                                            |                                       | Modifica les dades a Wikidata |
|        | cabana de la Mata                  | les Preses                              | cabana                                         | Estil: arquitectura popular                                                                       | 42° 08′ 26″ N, 2° 27′ 39″ E / 42.140459°N,2.460873°E                                                     | bé integrant del patrimoni cultural català |                                       | Modifica les dades a Wikidata |
|        | casa consistorial de les Preses    | les Preses                              | casa consistorial                              |                                                                                                   | 42° 08′ 30″ N, 2° 27′ 40″ E / 42.1417755°N,2.4610747°E                                                   |                                            |                                       | Modifica les dades a Wikidata |
|        | la Caseta                          | les Preses                              | nucli de població                              |                                                                                                   | 42° 09′ 46″ N, 2° 27′ 50″ E / 42.162864882707°N,2.4638073045716°E                                        |                                            |                                       | Modifica les dades a Wikidata |
|        | serra de Xenacs                    | les Preses                              | serra                                          |                                                                                                   | 42° 08′ 30″ N, 2° 28′ 30″ E / 42.14164444°N,2.47503333°E 933.8 msnm                                      |                                            |                                       | Modifica les dades a Wikidata |